# Рапламаа
Ра́пламаа (эст. Raplamaa) или Ра́плаский уе́зд (эст. Rapla maakond) — один из 15 уездов Эстонии. Административный центр до 1 января 2018 года — город Рапла. В состав уезда входят 4 волости.

## География
Рапламаа расположен в западной части страны. Граничит с уездами Ярвамаа на востоке, Пярнумаа на юге, Ляэнемаа на западе и Харьюмаа на севере. Территория уезда находится в центральной части Северо-Эстонского плато. Характеризуется густой речной сетью (крупнейшая речная система Казари). Из полезных ископаемых имеются месторождения известняка, доломита, торфа и глины.
Площадь уезда — 2764,23 км² (6,4 % от общей площади страны).

## Муниципалитеты
В состав уезда Рапламаа входят 4 волости:
 Кехтна
 Кохила
 Мярьямаа
 Рапла
С 1 января 2018 года уездные управы и, соответственно, должности старейшин уездов в Эстонии упразднены. Их обязанности переданы государственным учреждениям и местным самоуправлениям.
До административно-территориальной реформы 2017 года в состав уезда входили 10 волостей:

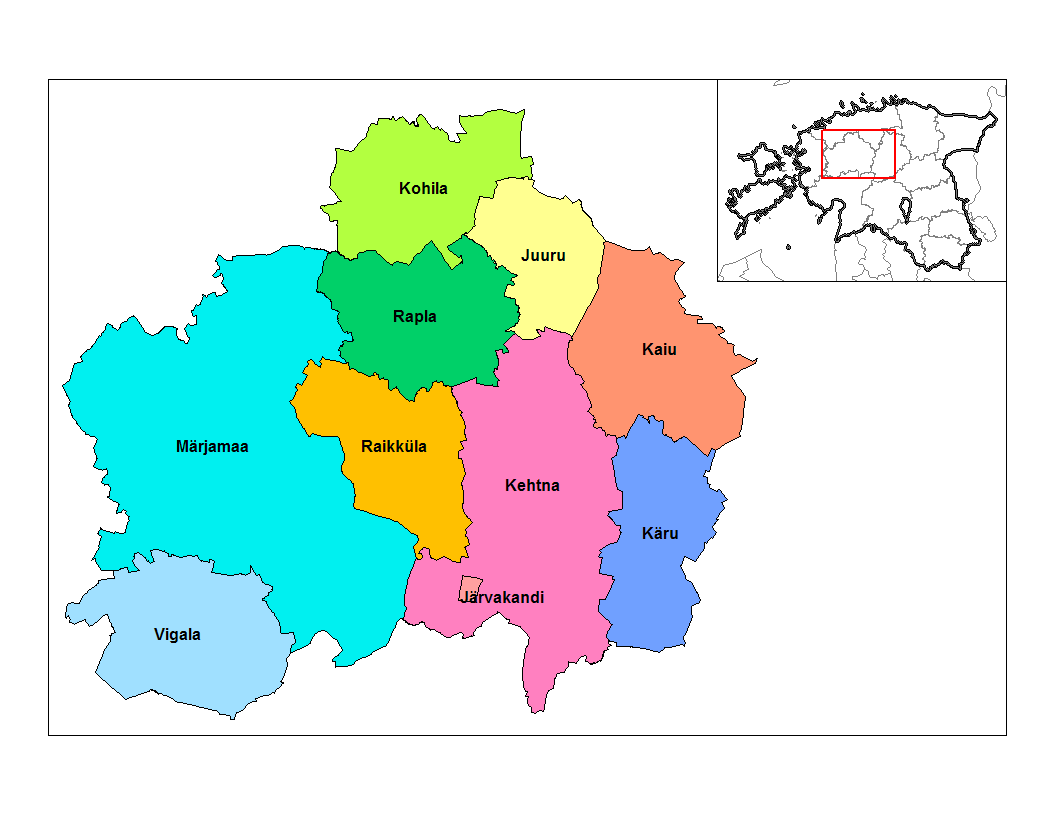
Муниципалитеты уезда Рапламаа до реформы 2017 года

- Вигала
- Кайу
- Кехтна
- Кохила
- Кяру
- Мярьямаа
- Райккюла
- Рапла
- Юуру
- Ярваканди

## Населённые пункты
В Рапламаа один город, 3 городских посёлка, 13 посёлков и 258 деревень.
Город: Рапла.
Городские посёлки:  Кохила, Мярьямаа, Ярваканди.
Посёлки: Алу, Аэспа, Кайу, Каэрепере, Кеава, Кехтна, Куузику, Лелле, Приллимяэ, Хагери, Хагуди, Эйдапере, Юуру.

## Население
По данным на 1 января 2006 года население уезда составляло 37 032 жителя, из которых 47,8 % составляли мужчины и 52,8 % ― женщины. Общий коэффициент  рождаемости (ОКР) в уезде — 9,7 ‰, смертности — 14,2 ‰, коэффициент естественного прироста населения — −4,6 ‰ (отрицательный). в В 2012 году плотность населения в уезде составляла 11,91 чел/км²; удельный вес лиц в возрасте до 14 лет — 16,9 %, население в трудоспособном возрасте (возраст 15—64 года) — 67,6 %, лица в возрасте 65 лет и старше — 15,6 %.
Национальный состав уезда в 2022 году: эстонцы — 94,0 %,  русские — 3,3 %, прочие (украинцы, финны и др.) — 2,7 %.
Число жителей Рапламаа на 1 января каждого года по данным Департамента статистики:
| Год  | 2018   | 2019     | 2020     | 2021     | 2022     | 2023     | 2024     |
| ---- | ------ | -------- | -------- | -------- | -------- | -------- | -------- |
| Чел. | 33 299 | ↗ 33 311 | ↘ 33 282 | ↘ 33 116 | ↗ 33 529 | ↗ 34 038 | ↗ 34 246 |

Распространены эстонский (как государственный) и русский языки.

## Главные достопримечательности
- Мыза Вальда (Валту)

## Известные уроженцы
В уезде родились:
- Крузенштерн, Иван Фёдорович (1770—1846) — российский мореплаватель, адмирал.
- Лаутер, Антс Михкелевич (1894—1973) — актёр, режиссёр театра и кино, народный артист СССР (1948).
- Нурксе, Рагнар (1907—1959) — американский экономист эстонского происхождения.

См. также: Категория:Родившиеся в Рапламаа

## Галерея

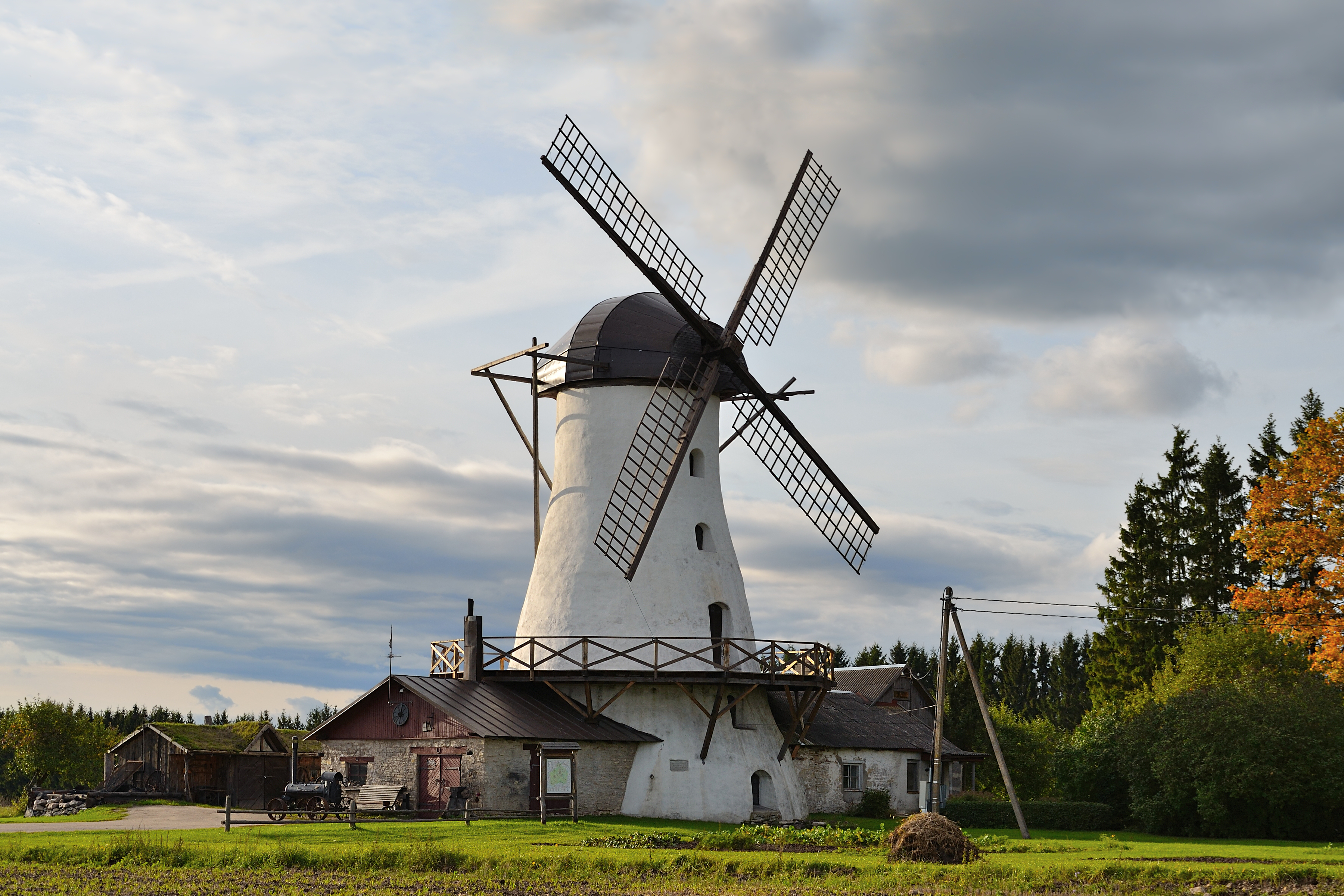
Мельница мызы Вальдау (Валту)
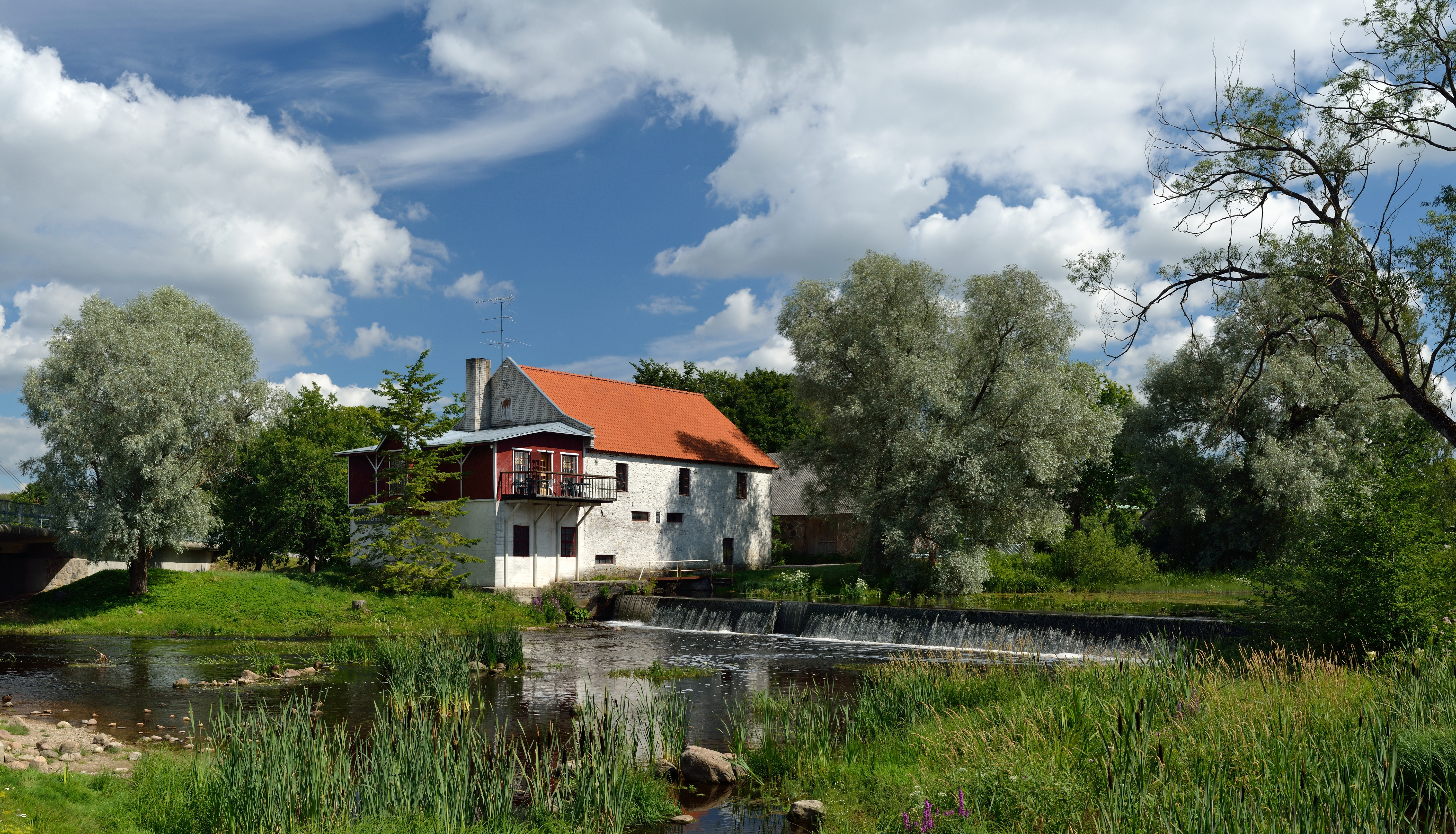
Водяная мельница Кохила
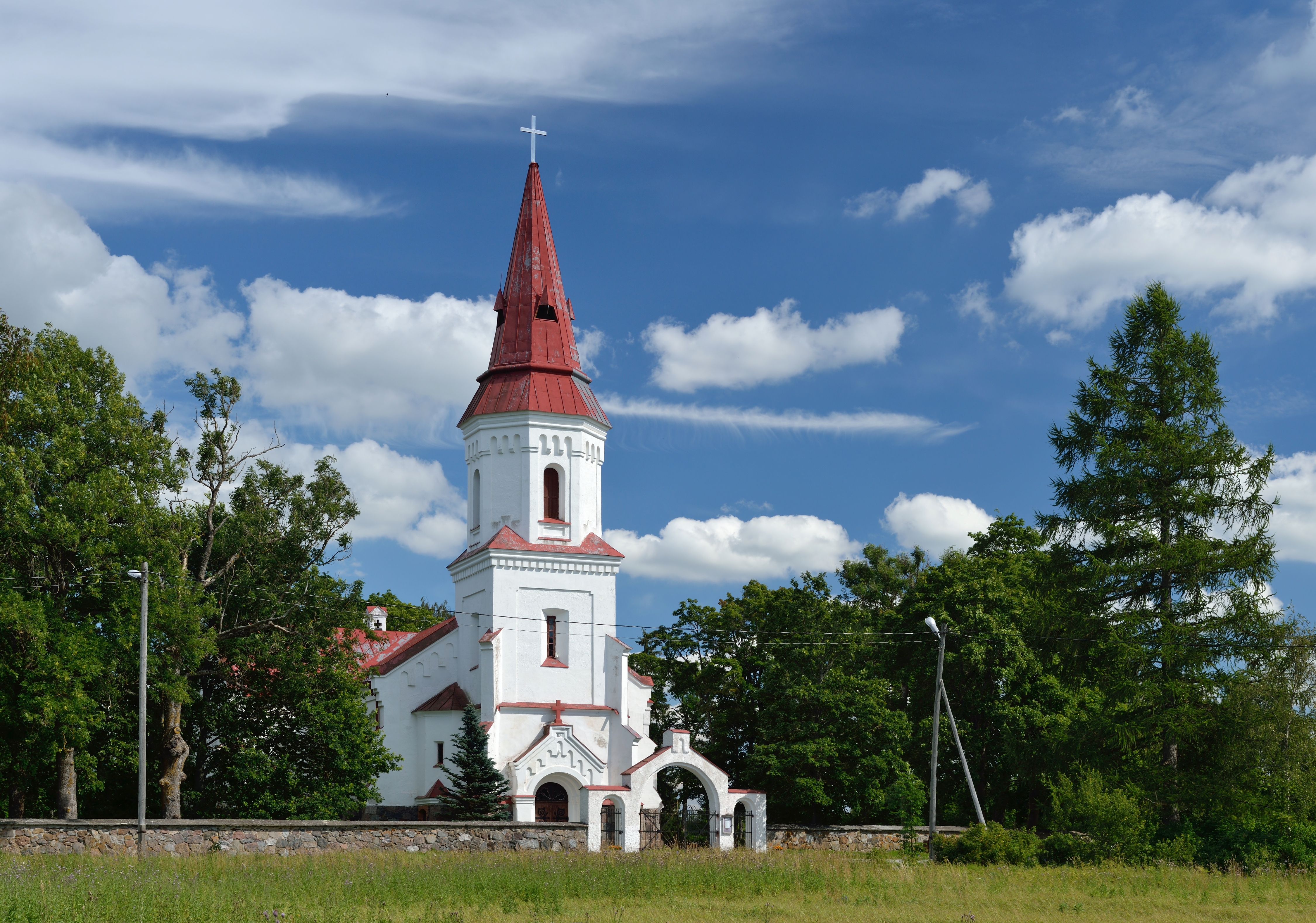
Церковь Хагери
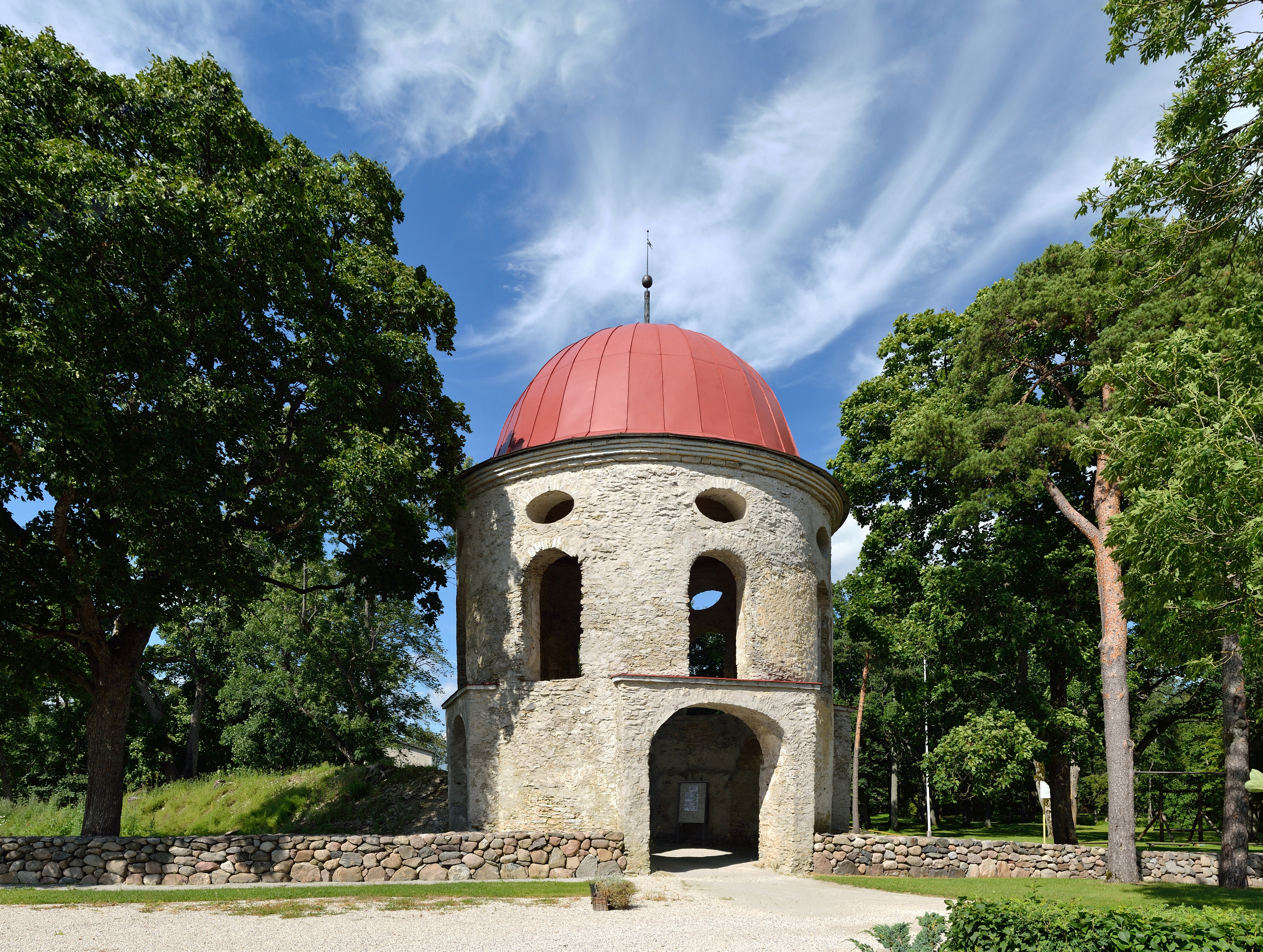
Привратная башня мызы Сутлем (Сутлема)
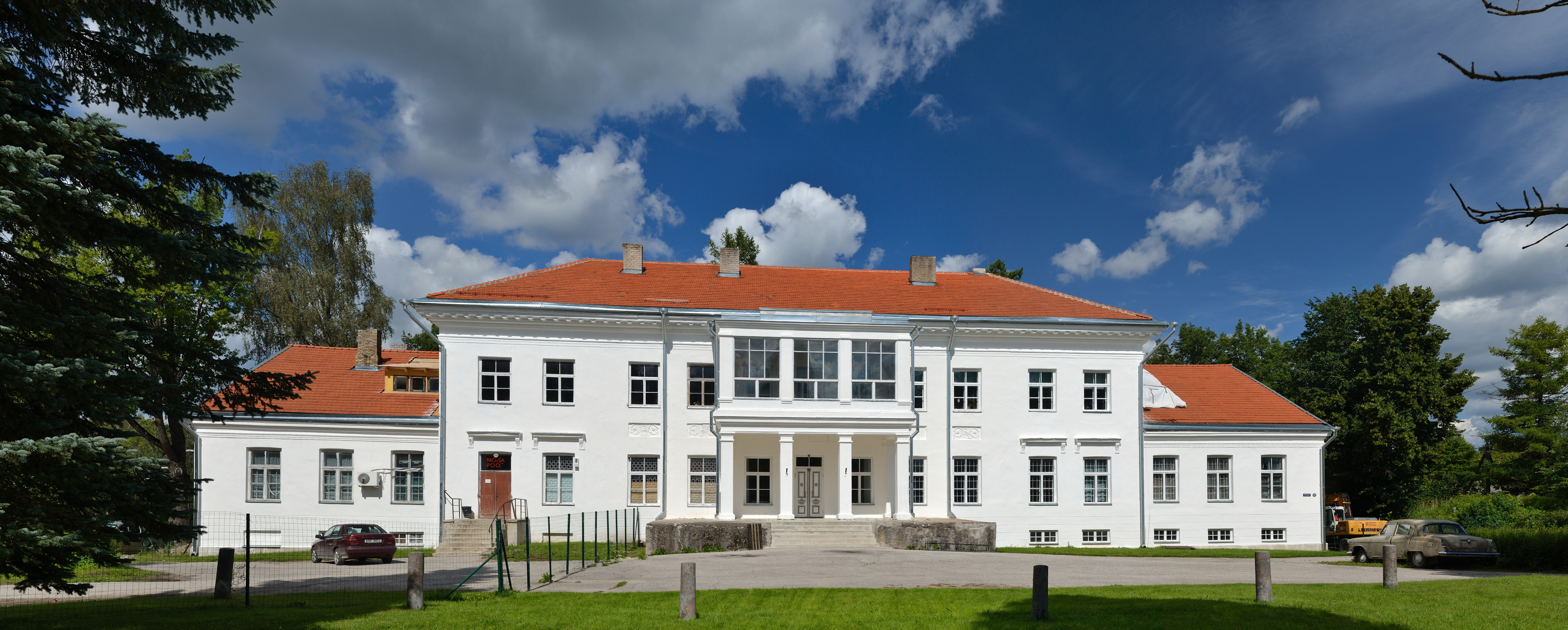
Мыза Койль (Кохила)
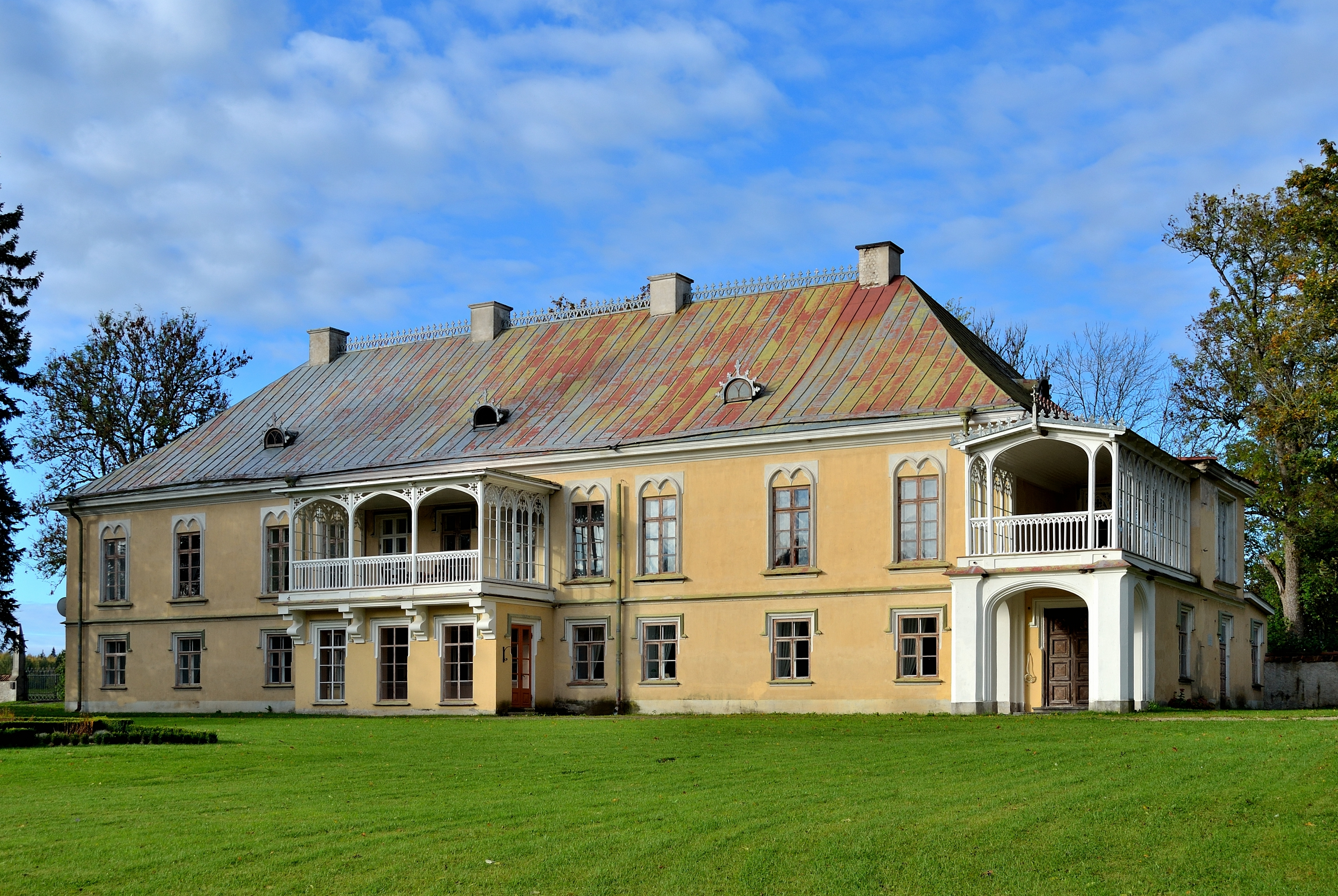
Мыза Лоаль (Лоху)
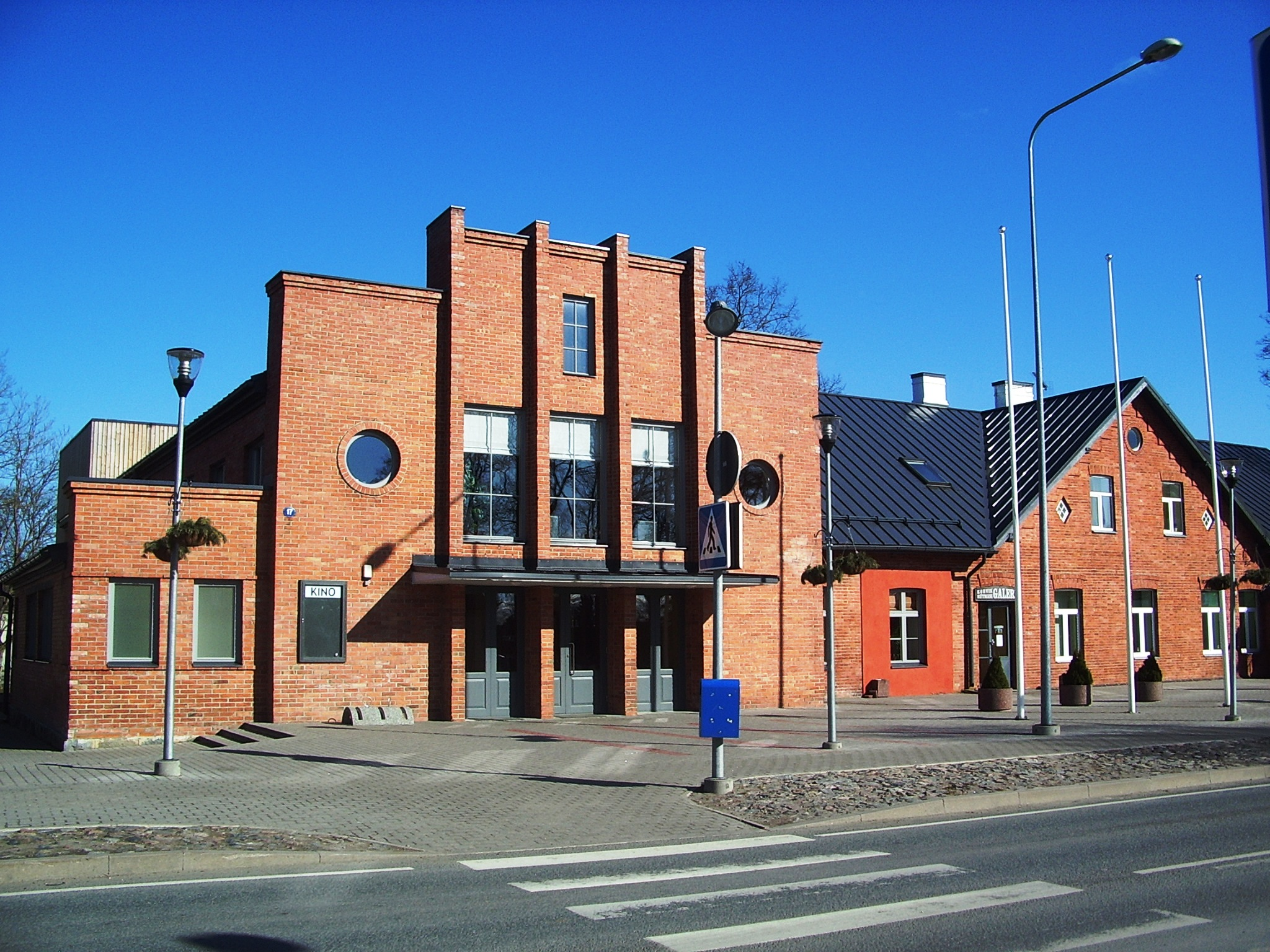
Раплаский культурный центр